# Anthrax decisus
Anthrax decisus är en tvåvingeart som beskrevs av Mario Bezzi 1924. Anthrax decisus ingår i släktet Anthrax och familjen svävflugor. Inga underarter finns listade i Catalogue of Life.